# Parque nacional natural Sanquianga
El parque nacional natural Sanquianga posee gran cantidad de ecosistema manglar, equivalente al 53% de los manglares del departamento de Nariño y 20% del Pacífico colombiano.

## Descripción
El Parque Sanquianga tiene un ecosistema, en el cual su productividad principal es la base de alimentación y reproducción de diversidad de especies marinas y de estuarios, y lugar de anidación de diferentes especies de aves. Posee abundantes esteros y deltas influidos por los ríos Sanquianga, Patía, La Tola, Aguacatal y Tapaje, y numerosas islas pobladas por diversos árboles típicos del manglar y del bosque húmedo tropical, aves residentes y migratorias, igualmente posee gran extensión de playas donde anidan tortugas marinas.

## Descripción del área
Los bienes y servicios ambientales que ofrece el Parque Nacional Natural Sanquianga son representativos por su complejo deltaico-estuarino, conformado por las desembocaduras de los ríos Tapaje, Aguacatal y Sanquianga.
El Parque contiene aproximadamente el 20% de los manglares del Pacífico Colombiano, base de alimentación y reproducción de una gran diversidad de especies marinas que funcionan como áreas nodriza en donde se desarrollan las larvas de peces, crustáceos y moluscos, muchos de gran importancia a nivel comercial.
El Parque Sanquianga contribuye a la regulación de los recursos hidrobiológicos, aportando altamente a la productividad pesquera en la subregión Sanquianga o Costa Norte del Pacífico Colombiano.
Extensión80.000 hectáreas
AlturaEntre 0 y 20 m s. n. m.
ClimaCálido húmedo
Temperatura27 °C
Año de creación1977

## Ecosistema
Al interior del área del Parque, se identifican los manglares, playas arenosas, bosques pantanosos y bosques inundables, sin influencia de agua salada.
EL área es plana, construida por islas formadas por brazos de ríos como La Tola y Amarales que fluyen hacia la bahía de Amarales.

## Fauna
El Parque registra una altísima presencia de recursos hidrobiológicos, según el SIPEIN se le hacen seguimiento a 186 especies de peces, especies de aves, reptiles y mamíferos.
Peces
En las especies de peces que no se encuentran en el parque nacional Sanquianga, están: sierra, pargo, corvina, machetazo, barbinche, lisa, gualajo y merlusa. Crustáceos: se reportan tres (3) especies de camarón: langostino, titi y tigre, pero hay muchas más; langostas, cangrejos, jaibas, maricacos y tasqueros; en moluscos se encuentran entre otras las siguientes especies: piangüa hembra, macho, sangara, calamar, pulpos, almeja, pata de burro y piacuil; todas estas especies aportan a la sostenibilidad de la pesquería local, regional y nacional.
Aves
En cuanto a aves se reportan especies residentes como piura, garza real, garza morena, meniaculito,  playerito, cumilinche, loros, cuaritas y pato cuervo, entre otras y migratorias como las gaviotas, pelicanos, tijereta o fragata, zarapito común, el chorlito piquigrueso y el semipalmeado.
Reptiles
Se encuentran la tortuga marina (lepidochelys olivácea), tortuga patiamarilla, iguanas, tulicio, piande, culebras y serpientes.
Mamíferos
De los mamíferos que se pueden encontrar en el manglar están el perico (oso perezoso), el oso hormiguero, el zorro, guatín,  el venado, el tatabro, la guagua y el tigrillo.

## Vegetación
La característica más sobresaliente del Parque es la presencia de grandes extensiones de manglar con árboles de magnífico porte, con un dosel que alcanza entre los 40 y 50 metros de altura.  Igualmente, hay presencia de natal cuya especie destacada es el nato; el naidizal  en zona de transición entre el natal y el guandal, que son bosques que poseen una gran riqueza en madera, debido a que albergan árboles de gran diámetro como el Cuángare y el Sajo.

## Comunidad
En 1644 se introdujeron hombres y mujeres negros esclavizados por los colonos españoles para trabajar en la explotación del oro de los aluviones del río Telembí y otros del litoral Pacífico.
Con la abolición de la esclavitud, en 1851, los descendientes de estos grupos, en su mayoría provenientes de la costa de Guinea y de Nigeria, se establecieron en varios sectores del litoral Pacífico y conformaron los principales núcleos de población que actualmente existen en la región.
La particularidad del parque nacional natural Sanquianga es que su territorio se encuentra habitado por comunidades negras del pacífico colombiano, distribuidas en 49 veredas, cuyas actividades productivas son la pesca, extracción de piangüa y agricultura de subsistencia.
Estas comunidades humanas comparten cultura y tradiciones ancestrales que han sido consideradas compatibles con los procesos de conservación que se adelantan en el área protegida. 
Un proceso de participación ciudadana iniciado en 1999 llevó a la realización del Conversatorio de Acción Ciudadana (CAC) en diciembre del 2003 en Tumaco para generar acuerdos entre comunidades y autoridades para mejorar el manejo de la Piangua (Anadara Tuberculosa). Un video resumen del proceso se puede apreciar aquí: http://www.youtube.com/watch?v=X8XTrEPN6ck . Este proceso obtuvo el Premio Nacional de Humedales en Colombia (http://www.infoandina.org/es/content/las-piangueras-y-el-premio-nacional-de-humedales-colombia (enlace roto disponible en Internet Archive; véase el historial, la primera versión y la última).)

## Rutas de acceso
Rutas terrestres
- Bogotá - Cali (10 h) - Buenaventura (2 h ½), se aborda lancha en el muelle turístico para llegar a Guapi o  El Charco (6 horas), y luego se hace trasbordo a otra lancha para llegar a la vereda Mulatos.

- Cali - Tumaco (12 h) se aborda lancha de motor en el muelle de residencias, que lo lleva hasta Mosquera (3 horas), y luego se hace trasbordo a una lancha de motor que lo transporta hasta la vereda Mulatos.

Rutas aéreas
- Bogotá - Cali - Guapi desde aquí se aborda lancha de motor para llegar a la vereda Mulatos donde queda la sede operativa (1 y ½ hora).

- Bogotá - Tumaco, se aborda lancha de motor en el muelle de residencias, que lo lleva hasta Mosquera (3 horas), y luego se hace trasbordo a una lancha de motor que lo transporta hasta la vereda Mulatos.

- Bogotá - Cali - El Charco, se aborda lancha en el muelle de la muralla para llegar a la vereda Mulatos ( 1 hora).

## Sitios de interés
Playa Amarales
Playa Vigía
Playa Mulatos
Playa Boquerones
Playa Guascama
Playa Rompido
De momento, las únicas actividades reglamentadas para el área protegida son la pesca de subsistencia, la conservación, investigación y recreación.

## Ecoturismo
Travesía por los esteros (en potrillo con remos) y por las bahías y las playas en lancha de motor.
Recorridos con los pobladores vecinos a través de los esteros; observación de su exuberante y abundante flora, fauna (aves) y paisaje.
Caminatas, natación, fútbol y voleibol de playa.
Actividades culturales ( fiestas patronales).
Recorridos por las playas para salvamento de nidadas de tortugas.

## Objetivos de conservación
Conservar los ecosistemas marinos costeros y terrestres y sus especies asociadas existentes en el área del parque nacional natural Sanquianga.
Contribuir con la conservación de las poblaciones de especies migratorias de tortugas y aves marinas y playeras que utilizan el PNN Sanquianga como sitios de alimentación, descanso y reproducción.
Coadyuvar en el mantenimiento de la relación sostenible y el conocimiento ancestral - tradicional sobre el territorio por parte de las comunidades negras y mestizas que habitan el área garantizando la sostenibilidad de los recursos naturales y su funcionalidad ecológica.
Aportar a la sostenibilidad de los recursos hidrobiológicos como un servicio ambiental al sector pesquero, con el fin de mantener la seguridad alimentaria de las comunidades que habitan al interior del parque y favorecer la producción pesquera local y regional.